# Platyoides quinquedentatus
Platyoides quinquedentatus là một loài nhện trong họ Trochanteriidae. Loài này phân bố ở Nam Phi.